# Irina Levitina
Irina Solomonovna Levitina (russisch Ирина Соломоновна Левитина/Irina Solomonowna Lewitina; * 8. Juni 1954 in Leningrad, UdSSR) ist eine US-amerikanische Schach- und Bridgespielerin russischer Herkunft; in beiden Sportarten ist sie Großmeisterin.

## Leben
Irina entstammt einer Intellektuellenfamilie. Ihr Vater unterrichtete an der Militärakademie, ihre Mutter war als wissenschaftliche Mitarbeiterin tätig. Im Alter von zehn Jahren kam sie in die Schachsektion des Leningrader Pionierpalastes. Ihr erster Trainer war Wassili Bywschew, später wurde sie unterstützt von Semjon Furman und Pawel Kondratjew.
Irina Levitina gewann die Damenmeisterschaft der Sowjetunion vier Mal: 1971, 1978 (geteilt mit Lydyja Semenowa), 1979 und 1980/81. Ihr wurde nicht erlaubt 1979 am Interzonenturnier der Frauen in Rio de Janeiro  (Qualifikation zur Weltmeisterschaft der Frauen) teilzunehmen. Grund war ihr Bruder, der nach Israel immigrierte. Sie gehörte in den 1970/80er Jahren zur Weltspitze im Frauenschach.
Aufgrund ihrer internationalen Erfolge erhielt sie 1976 den Titel Großmeister der Frauen.
Nach ihrer Einwanderung in die USA gewann sie dreimal (1991, 1992 und 1993) die Meisterschaft der Vereinigten Staaten.
Irina Levitina aus New Jersey ist die einzige Person, die sowohl beim Schachsport drei olympische Goldmedaillen, als auch beim Bridgesport mehrmals Olympiasieger und Weltmeister wurde.
Levitina wird bei der FIDE als inaktiv geführt, da sie seit 1996 keine gewertete Partie mehr gespielt hat.

## Interzonen- und Kandidatenturniere der Frauen
1973 erzielte sie beim Interzonenturnier der Frauen auf Menorca einen geteilten 2. bis 5. Platz. Im Semifinale der Kandidatenwettkämpfen 1974 in Kislowodsk schlug sie Walentina Koslowskaja. Das Finale 1975 in Moskau verlor sie gegen Nana Alexandria. 1977 unterlag sie im Viertelfinale Alla Kuschnir in Dortmund. Nach einem zweiten Platz im Interzonenturnier der Frauen 1982 in Tiflis gewann sie gegen Nona Gaprindaschwili das Viertelfinale der Kandidatenwettkämpfe der Frauen in Lemberg und gegen Nana Alexandria das Halbfinale in Dubna. Im Finale 1984 in Sotschi schlug sie Lydyja Semenowa und bekam die Chance, Weltmeisterin zu werden.
Den Titelkampf verlor sie dann gegen Maia Tschiburdanidse 1984 in Wolgograd.
Im Kandidatenturnier der Frauen 1986 in Malmö belegte sie den siebten Platz. Erste wurde Elena Akhmilovskaya. Ein geteilter zweiter bis vierter Platz folgte 1987 im Interzonenturnier der Frauen in Smederevska Palanka. 1988 erreichte sie einen geteilten 3./4. Platz im Kandidatenturnier der Frauen in Zqaltubo. Es folgten das Interzonenturnier der Frauen 1991 in Subotica (Platz 3 bis 4) und das Kandidatenturnier der Frauen 1992 (Platz 6) in Shanghai, das Zsuzsa Polgár gewann.

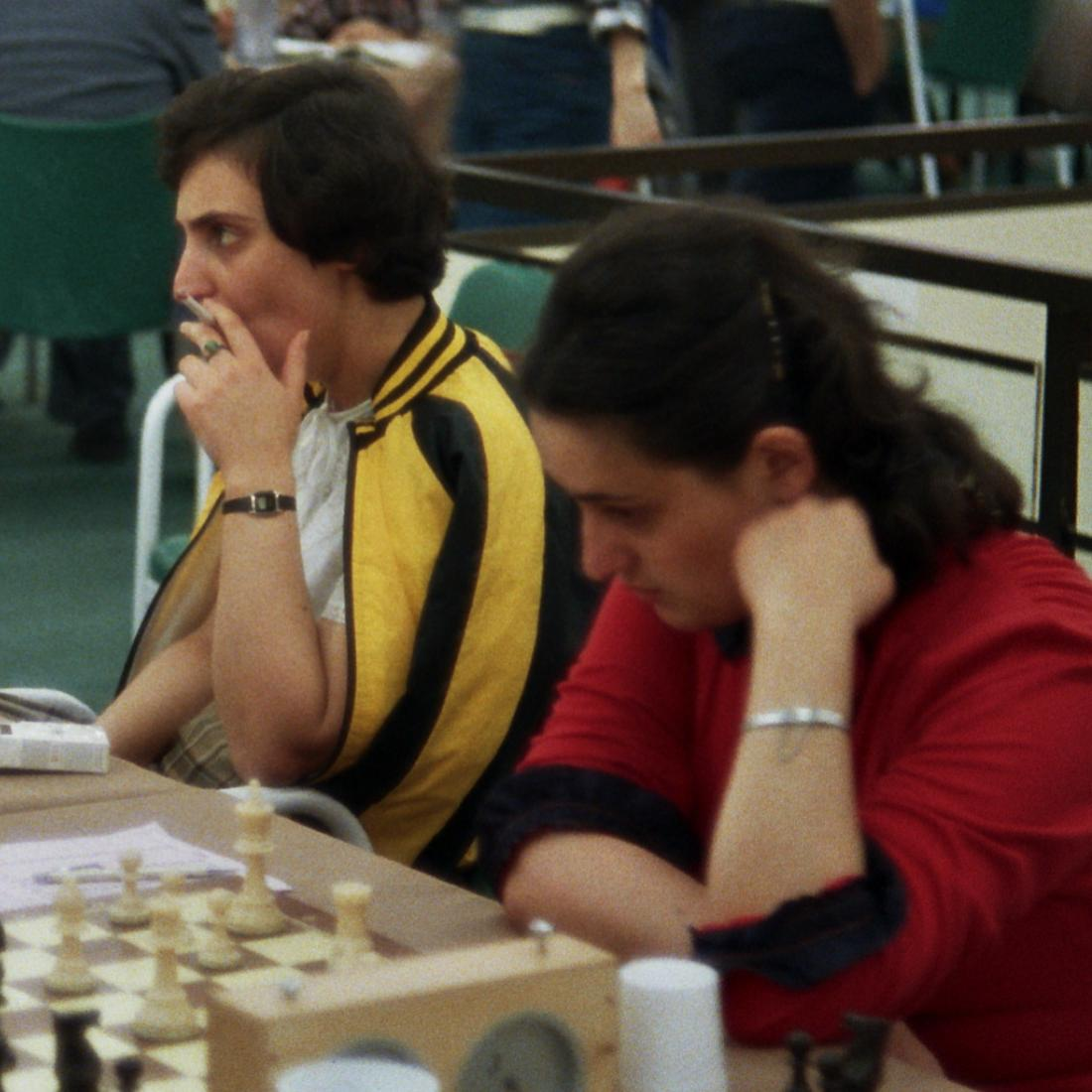
Irina Levitina (links) und Maia Tschiburdanidse bei der Schacholympiade 1984 in Saloniki

## Schacholympiaden der Frauen
Sie gewann vier Medaillen bei Schacholympiaden der Frauen: Dreimal Gold (1972 in Skopje, 1974 in Medellín und 1984 in Thessaloniki) und einmal Silber bei der Schacholympiade 1988 wieder in Thessaloniki, jeweils für die UdSSR spielend. Für die Frauenmannschaft der USA spielte sie die Schacholympiade 1992 in Manila. 1974 erreichte sie außerdem das beste Einzelergebnis der Reservespielerinnen.

## Schachturniere
Während ihrer Schachkarriere siegte bei vielen internationalen Turnieren, wie Leningrad (1972 und 1988), Timisoara (1973), Belgrad (1977), Moskau (1979), Naleczów (1984), Warschau (1986) und Sotschi (1988). Seit 1997 erscheint sie nicht mehr bei Elo-ausgewerteten Turnieren.

## Bridge
1986 erhielt Irina Levitina den Alpwater Award für die bestgespielte Hand des Jahres einer Frau. Sie war die erste Sowjetbürgerin, die diesen Ehrenpreis gewann. Irina Lewitina ist seit vielen Jahren professionelle Bridgespielerin. Sie wurde fünfmal Weltmeister und gewann viele nationale Titel. Sie gewann 1996 und 2000 Goldmedaillen bei den Olympischen Spielen der Sportart Bridge, außerdem wurde sie 2002 und 2006 Mannschaftsweltmeister bei der Weltmeisterschaft für Paare.
Anfang 2010 steht sie auf Platz 4 der Frauen-Weltrangliste der World Bridge Federation (WBF) und ebenfalls auf Platz 4 der Frauen-Bridge-Großmeister, Sabine Auken aus Deutschland rangiert auf Platz 2.

## Bridgeturniere
Als Profispielerin nahm sie seit 1993 an sehr vielen Bridgeturnieren teil, wie zum Beispiel: Venice Cup, World Women Team Olympiad, World Women’s Pairs, North American Bridge Championships, Women’s Swiss Teams, Women’s Board-a-Match Teams, Women’s Knockout Teams, United States Bridge Championships, McConnell Cup, North American Swiss Teams, Women’s Swiss Teams, Women’s Knockout Teams und Women’s Team Trials.